# Megrelowie

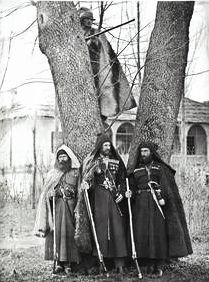
Grupa Megrelów, koniec wieku XIX

Megrelowie, znani także jako Mingrelowie (megrelski: მარგალი, margali; gruziński: მეგრელები: megrelebi) – grupa etniczna w obrębie narodu gruzińskiego. Jej przedstawiciele zamieszkują przede wszystkim na terenie Megrelii i Abchazji, ale żyją także w innych regionach Gruzji. W Abchazji jest ich około 50 tys., a w reszcie Gruzji około 800 tys. Niegdyś o wiele liczniej zamieszkiwali Abchazję, ale z powodu dążeń separatystycznych i idących za nimi tarć między Gruzinami (za jakich uważa się Megrelów) a Abchazami od 180 do 200 tys. Megrelów opuściło te tereny, szukając schronienia przed czystkami etnicznymi. Większość Megrelów uważa się za Gruzinów z racji powiązań, na przykład religijnych i historycznych. Akcentują jednak swoje oryginalne tradycje i zwyczaje.
Większość Megrelów zna zarówno język megrelski, jak i gruziński. Obydwa te języki należą do rodziny języków południowokaukaskich (kartwelskich), dodatkowo posiadają wspólny alfabet. Niektórzy badacze uważają nawet, iż nie są to oddzielne języki, a megrelski jest tylko dialektem gruzińskiego. Inni zaprzeczają tej teorii powołując się na fakt, iż reszta Gruzinów nie rozumie megrelskiego.

## Historia
Megrelowie są najprawdopodobniej potomkami niektórych plemion zamieszkujących Kolchidę, które potem uległy wpływom Iberii kaukaskiej. Podobnie jak inne okoliczne ludy przyjęli oni chrześcijaństwo, któremu pozostali wierni. Później zamieszkiwane przez nich ziemie weszły w skład gruzińskiego królestwa Bagratydów. W tym czasie większość arystokratów i duchownych zaadaptowało język gruziński – stał się on językiem sztuki i kultury. Po rozpadzie królestwa Gruzji Megrelia była autonomicznym księstwem, prowadzącym własną politykę i wchodzącym czasem nawet w konflikt z innymi gruzińskimi państwami. W XVIII wieku weszła w skład Imperium Rosyjskiego.
W kilku spisach ludności pod władzą najpierw Imperium Rosyjskiego, a potem Związku Radzieckiego Megrelowie uważani byli za odrębną grupę, potem od lat 30. XX wieku klasyfikowano ich w ramach narodu gruzińskiego. Dzisiaj większość Megrelów uważa się za część narodu gruzińskiego, ale jednocześnie podkreśla swoją odrębność od innych gruzińskich grup etnicznych, zachowując swoją kulturę i zwyczaje oraz język.
Pierwszy prezydent niepodległej Gruzji Zwiad Gamsachurdia był Megrelem. Za jego rządów doszło do wybuchu wojny domowej, której wiele działań toczyło się w Megreli.

## Znani Megrelowie
- Ławrientij Beria[4] – szef NKWD
- Arnold Czikobawa[4] – językoznawca
- Konstantine Gamsachurdia[4] – pisarz
- Zwiad Gamsachurdia[4] – prezydent Gruzji
- Merab Kostawa[4] – działacz niepodległościowy
- Chwicza Kwaracchelia[5] – piłkarz